# Warszawski Krzyż Powstańczy
Warszawski Krzyż Powstańczy – polskie pamiątkowe odznaczenie państwowe ustanowione ustawą z dnia 3 lipca 1981 roku jako wyraz hołdu dla uczestników powstania warszawskiego w 1944 roku.

## Historia
Powstał jako próba pozyskania przychylności społeczeństwa dopominającego się prawdy po 1980 roku. Podobnie jak ustanowiony w tym samym czasie w podobnym celu Medal „Za udział w wojnie obronnej 1939”, mógł być nadawany pośmiertnie i obywatelom innych państw mającym obywatelstwo polskie w chwili wydarzeń upamiętnianych.

## Zasady nadawania
Odznaczenie to było nadawane osobom, które brały czynny udział w powstaniu warszawskim, a w szczególności:
- żołnierzom wszystkich formacji powstańczych oraz żołnierzom innych formacji biorących udział w walce powstańczej
- członkom Wojskowej Służby Kobiet, powstańczej służby zdrowia, prasy i informacji powstańczej oraz pozostałych służb pomocniczych
- innym osobom wspomagającym bezpośrednio czyn powstańczy.

Krzyż nadawany był obywatelom polskim, a także osobom, które uczestnicząc w powstaniu jako obywatele polscy w chwili nadania posiadali inne obywatelstwo. Krzyż mógł być nadawany również cudzoziemcom, którzy brali udział w powstaniu lub wnieśli istotny wkład do czynu powstańczego. Warszawski Krzyż Powstańczy mógł być nadawany pośmiertnie. Nadawano go z okazji rocznicy powstania warszawskiego lub Dnia Zwycięstwa (9 maja, następnie 8 maja).
Warszawski Krzyż Powstańczy nadawała do 1989 Rada Państwa, następnie Prezydent PRL/RP na wniosek:
- Ministra Obrony Narodowej – w odniesieniu do osób pełniących czynną służbę wojskową oraz pracowników cywilnych zatrudnionych w jednostkach organizacyjnych podległych Ministrowi Obrony Narodowej
- Ministra Spraw Zagranicznych – w odniesieniu do obywateli polskich zamieszkałych za granicą oraz obywateli innych państwa
- Związku Bojowników o Wolność i Demokrację – w odniesieniu do pozostałych osób

Pierwsze Warszawskie Krzyże Powstańcze nadano w dniu 1 sierpnia 1981 roku i otrzymało je 100 byłych powstańców warszawskich, m.in. gen. bryg. Jan Mazurkiewicz „Radosław” – dowódca zgrupowania Armii Krajowej, gen. bryg. Franciszek Kamiński – dowódca Batalionów Chłopskich, płk Maria Wittek – dowódca Wojskowej Służby Kobiet, Mieczysław Fogg, Lesław Bartelski.
W 1998 roku ustawę zmieniono umożliwiając nadanie odznaczenia miastu Warszawa.
Ustawą z 16 października 1992 roku nadawanie medalu uznano za zakończone z dniem 8 maja 1999.

## Opis odznaki
Odznaką Warszawskiego Krzyża Powstańczego jest równoramienny prosty krzyż o wymiarach 42 × 42 mm, posrebrzany i oksydowany. Na awersie krzyża pośrodku jest emaliowana biało-czerwona opaska, na tle której umieszczony jest znak Polski Walczącej – stylizowana kotwica z literą P, a na poziomych ramionach data 1.VIII – 1944. Na rewersie na ramionach poziomych jest napis POWSTAŃCOM WARSZAWY, a pośrodku krzyża wieniec laurowy.
Wstążka odznaczenia jest szerokości 40 mm, pośrodku pasek biało-czerwony (barwy narodowe) o szerokości 12 mm, z boków na granatowym tle o szerokości 14 mm po dwa paski czarne (barwy wstążki nawiązujące do barw wstążki Orderu Virtuti Militari).
Warszawski Krzyż Powstańczy nosiło się na lewej stronie piersi, w kolejności po Wielkopolskim Krzyżu Powstańczym, od 1992 nosi się w kolejności po aktualnych odznaczeniach państwowych.
Projektantem odznaki jest rzeźbiarz, medalier Edward Gorol.

## Odznaczeni
Wg danych Biura Odznaczeń Państwowych Kancelarii Rady Państwa oraz Biura Odznaczeń Kancelarii Prezydenta RP nadano łącznie 24 691 krzyży.